# Woman's Worth/Breeze Out
「Woman's Worth / Breeze Out」（ウーマンズ・ワース / ブリーズ・アウト）は、黒木メイサの6枚目のシングル。2011年12月7日にgr8!recordsから発売された。

## 概要
- 前作「Wired Life」から約3ヶ月ぶりのリリース。
- 「Woman's Worth」は、2011年10月に開催された自身初の全国ツアー「THE MAGAZINE SHOW」でも披露された。また、本人出演「SEIKO LUKIA」のCMソングとしても起用された。
- 「Breeze Out」は、本人出演の SUBARU「BRZ」のテーマソングとして起用された。

## 収録曲

### CD (通常盤・初回生産限定盤)
1. Woman's Worth
  - 作詞：カミカオル、作曲：カミカオル・dee.c

「SEIKO LUKIA」CMソング
2. Breeze Out
  - 作詞：MOMO“mochA”N.、作曲：JUNE(WAZZUP)・Ryumei Odagi

SUBARU「BRZ」テーマソング
3. Wired Life (1llmnt / Illuminati / Remix)
4. Woman's Worth (instrumental)
5. Breeze Out (instrumental)

### DVD (初回生産限定盤)
1. Woman's Worth (MUSIC VIDEO)
2. Breeze Out (MUSIC VIDEO)